# Neothlipsis
Neothlipsis (лат.) — род паразитических наездников из семейства браконид (Braconidae).

## Описание
Мелкие перепончатокрылые наездники, длина тела около 5 мм. От прочих отличаются следующими признаками: первый тергит частично или полностью гранулирован; нотаули зубчатые; третий тергит обычно гладкий. Полости задних тазиков открыты в метасомное отверстие или узко закрыты и расположены частично над вентральным краем метасомального отверстия. Neothlipsis широко распространен в Неарктике и северной части Неотропического региона. Может быть около 70 видов, в том числе неописанные. Единственная находка хозяина — Samea multiplicalis (Guenée) (Crambidae). Шарки и др. (2011b) включили в состав рода лишь одиннадцать видов, но исключили следующие: Neothlipsis smithi (Ashmead), новая комбинация для Microdus smithi Ashmead, 1894; Neothlipsis pygmaeus  (Enderlein), новая комбинация Microdus pygmaeus  Enderlein, 1920; и Neothlipsis unicinctus (Ashmead), новая комбинация Microdus unicinctus  Ashmead, 1894. Все голотипы эти виды были обнаружены в Мезоамерике, включая Карибский бассейн. 

## Классификация
- Neothlipsis agathoides — N. agilis — N. bobkulai Sharkey, 2021 — N. brevicauda — N. californica — N. cincta — N. coleophorae — N. discolor — N. nigricoxa — N. petiolate — N. taeniativentris
- Другие виды